# Erika Scharer
Erika Scharer (* 11. Februar 1952 in Kaprun) ist eine österreichische Politikerin (SPÖ) und ehemalige Landesrätin in Salzburg.

## Ausbildung und Beruf
Erika Scharer besuchte von 1958 bis 1962 die Volksschule in Kaprun und absolvierte von 1962 bis 1967 die Hauptschule in Zell am See. Danach erlernte sie von 1967 bis 1970 den Beruf der Bürokauffrau. Scharer war ab 1974 Beraterin des Arbeitsmarktservice Zell am See und legte zwischen 1979 und 1986 die AMS-Ausbildung (C- und B-Prüfungen) ab. Ab 2001 übernahm sie die Leitung der AMS-Stelle Zell am See. Zwischen 1999 und 2001 studierte Scharer zudem an der Universität Salzburg und erwarb in einem Universitätslehrgang den Grad einer Akademischen Sozialmanagerin.

## Politik
Erika Scharer war ab 1988 Gemeinderätin in Kaprun und von 1983 bis 1995 Ortsfrauenvorsitzende der SPÖ. Zwischen 1999 und 2003 hatte sie den Fraktionsvorsitze der SPÖ Gemeindevertretung Kaprun inne. Sie wurde 1999 in den Bezirksparteivorstand der SPÖ Pinzgau gewählt und übernahm dort 2005 den Vorsitz. Scharer vertrat die SPÖ zwischen dem 20. Dezember 2002 und dem 6. Februar 2007 im Nationalrat. Sie war zwischen 2006 und 2007 Obmannstellvertreterin im Volksanwaltschaftsausschuss. 
Scharer war seit dem 7. Februar 2007 Landesrätin in der Salzburger Landesregierung Burgstaller I, wo sie Erwin Buchinger nachfolgte. Ihr Ressort umfasste die Bereiche Gesundheit, Soziales, Landesheime und Landesanstalten. In der nach der Landtagswahl in Salzburg 2009 angelobten Landesregierung Burgstaller II behielt sie diese Funktion.
Im Rahmen eines Pressegespärches teilte Scharer am 9. Juni 2011 mit, Anfang Juli 2011 von ihrem Amt als Landesrätin zurücktreten zu wollen. Ihr Amt als Bezirksvorsitzende der SPÖ Pinzgau plante sie beizubehalten. Einen Tag darauf präsentierte die SPÖ Salzburg die bisherige Leiterin der sozialpolitischen Abteilung der Salzburger Arbeiterkammer, Cornelia Schmidjell, als Scharers Nachfolgerin. Sie wurde am 6. Juli 2011 als Landesrätin angelobt.

## Auszeichnungen
- 2012: Großes Goldenes Ehrenzeichen für Verdienste um die Republik Österreich[3]